# Torilis arvensis
Torilis arvensis là một loài thực vật có hoa trong họ Hoa tán. Loài này được (Huds.) Link miêu tả khoa học đầu tiên năm 1821.

## Hình ảnh

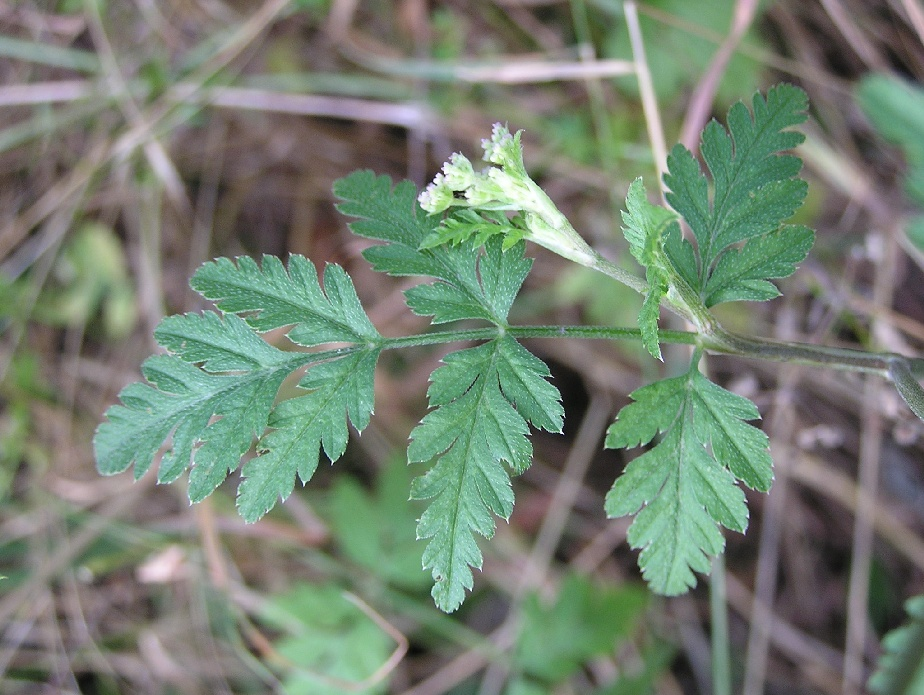
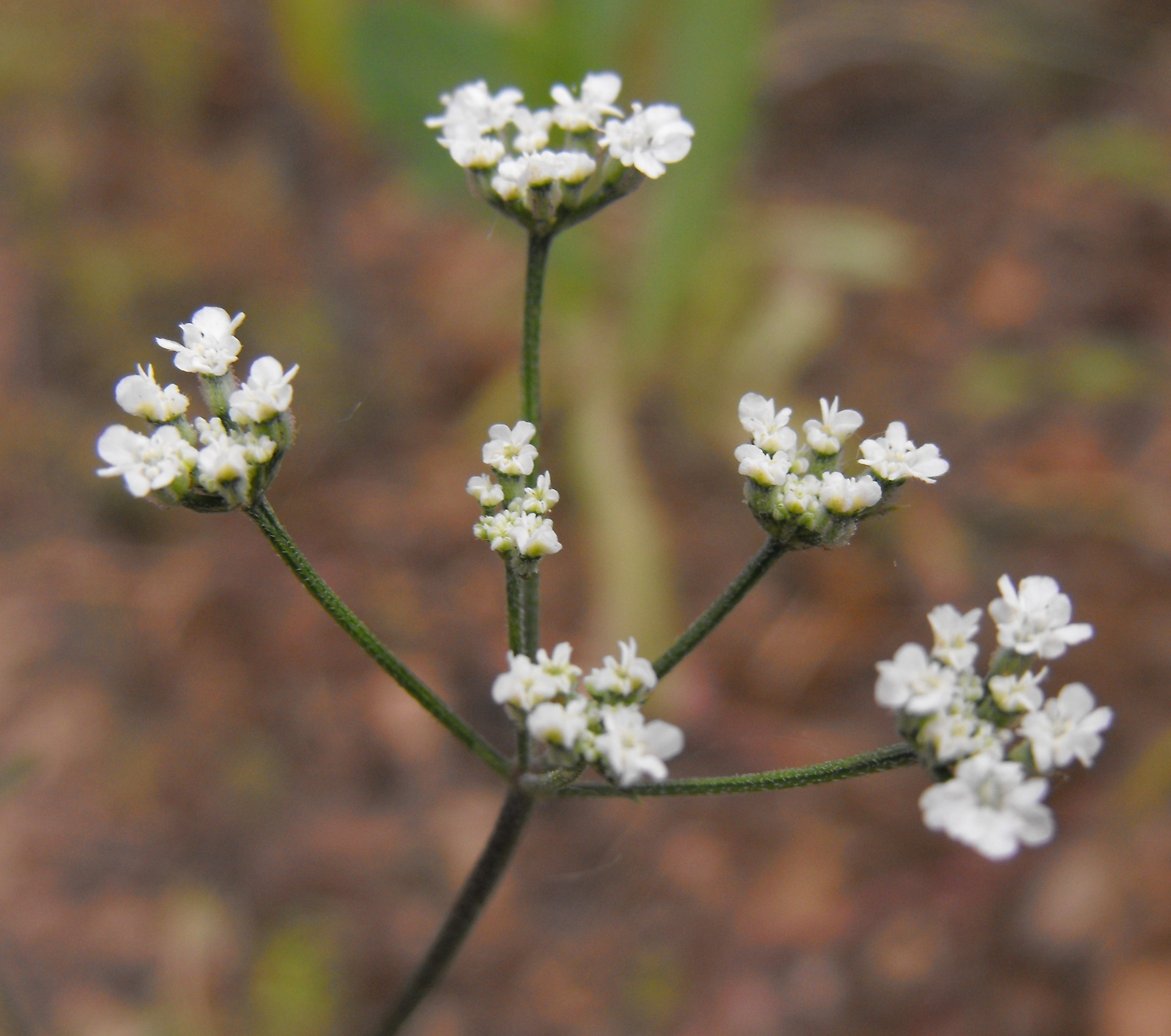
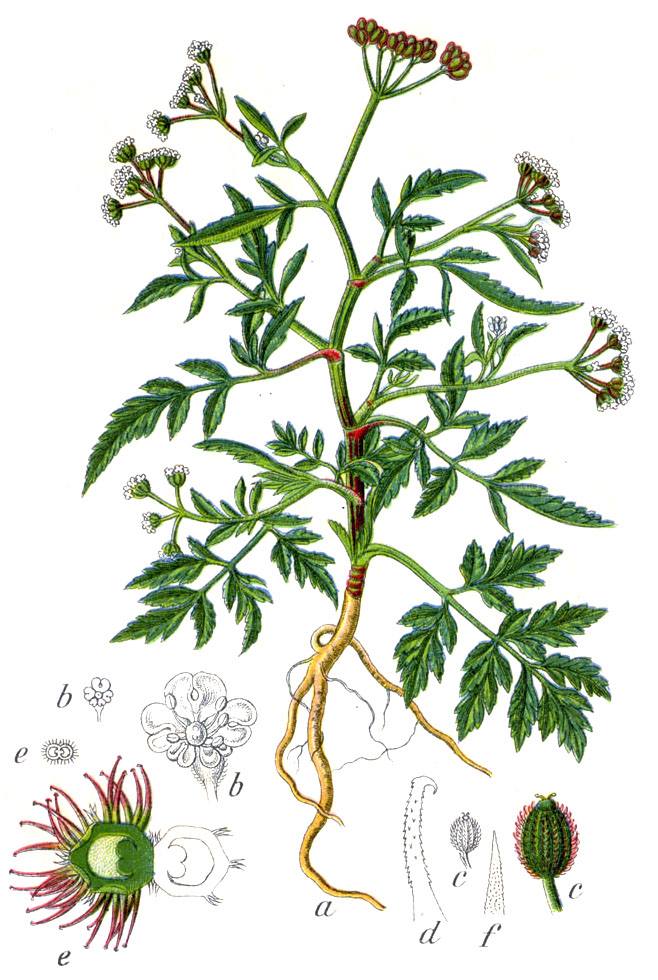
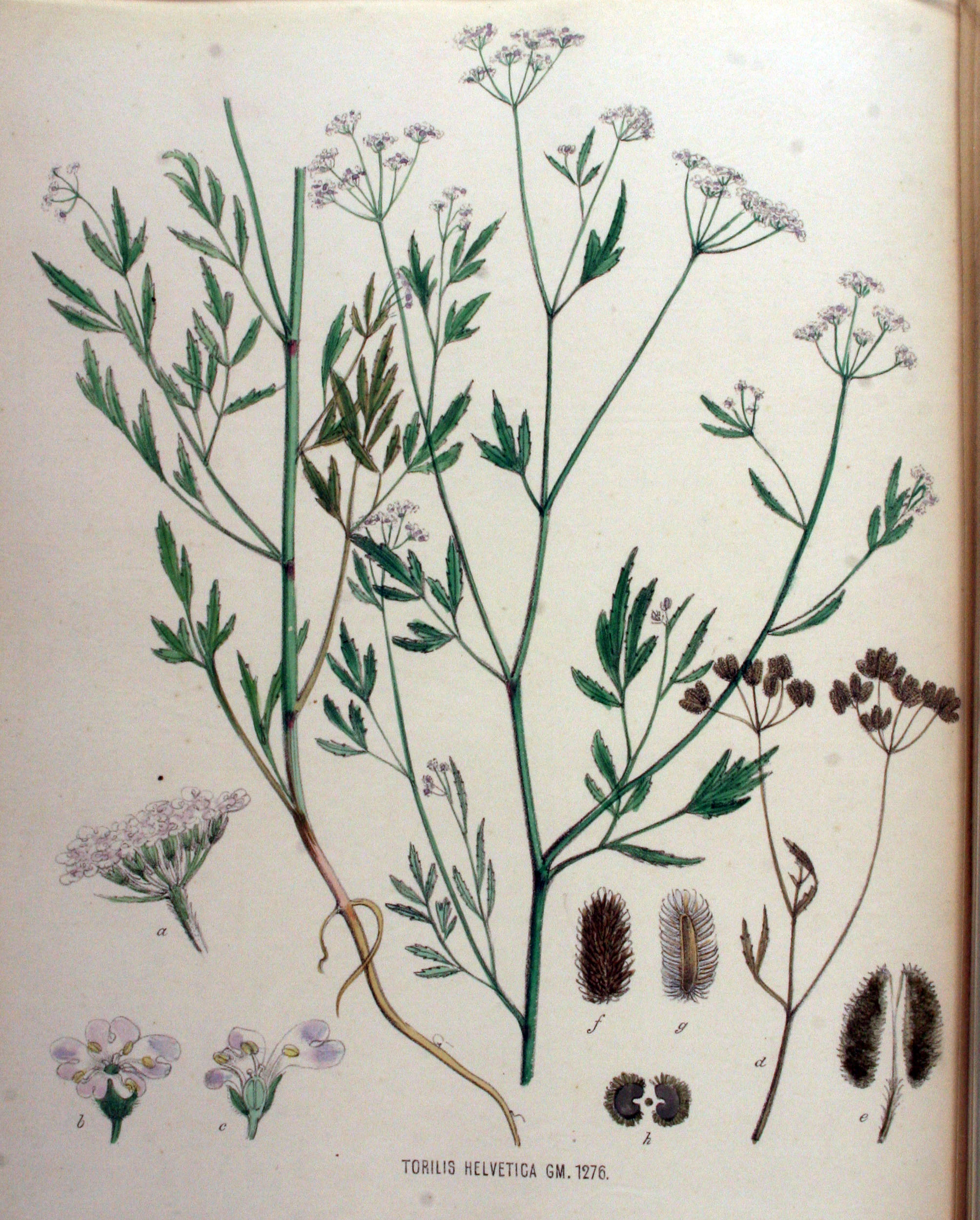